# EPROM

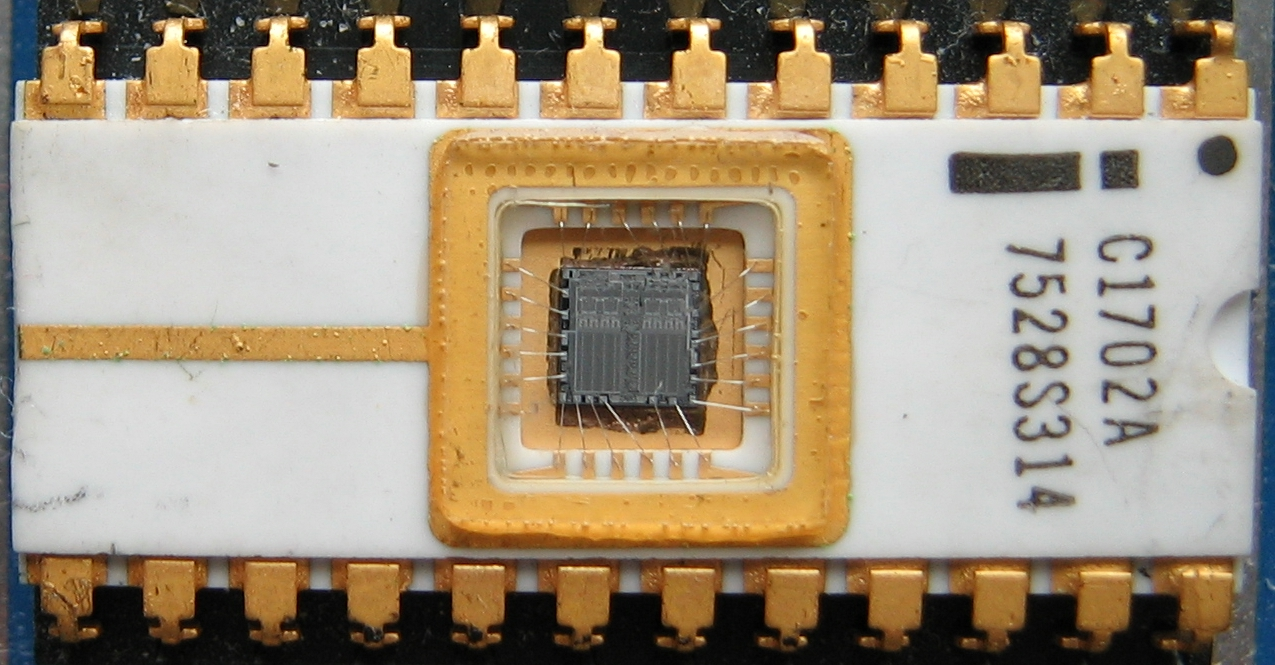
EPROM Intel C1702A

EPROM (англ. Erasable Programmable Read Only Memory) — клас напівпровідникових запам'ятовуючих пристроїв, постійна пам'ять, яка допускає перезапис (програмування) і для запису інформації в яку використовується електронний пристрій-програматор.
Являє собою матрицю транзисторів з плавним затвором індивідуально запрограмованих за допомогою електронного пристрою, який подає більш високу напругу, ніж зазвичай використовуємо в цифрових схемах. На відміну від PROM, після програмування дані на EPROM можна стерти (сильним ультрафіолетовим світлом від ртутного джерела світла). EPROM легко пізнаваний по прозорому вікну з кварцового скла у верхній частині корпусу, через яке видно кремнієвий чип і через яке проводиться опромінення ультрафіолетовим світлом під час стирання.

## Історія
Розробка елементів пам'яті EPROM почалася з розслідування дефектності інтегральних схем, в яких затвори транзисторів виявилися зруйнованими. Збережені заряди в цих ізольованих затворах змінили їх властивості. EPROM був винайдений Довом Фроманом (Dov Frohman-Bentchkowsky) з Intel в 1971 році, за що він отримав в 1972 році патент США № 3660819.

## Принцип дії
Кожен біт пам'яті EPROM складається з одного польового транзистора. Кожен польовий транзистор складається з каналу в напівпровідниковій підкладці пристрою. Контакти витоку і стоку підходять до зон в кінці каналу. Ізолюючий шар оксиду вирощується поверх каналу, потім наноситься провідний керуючий електрод (кремній або алюміній), а потім ще товстий шар оксиду осідає на керуючому електроді. Плавний затвор не має зв'язку з іншими частинами інтегральної схеми і повністю ізольований від оточуючих шарів оксиду. На затвор наноситься керуючий електрод, який потім покривається оксидом.
Для отримання даних з EPROM адреса, що представляє значення потрібного контакту EPROM, декодується і використовується для підключення одного слова пам'яті (як правило, 8-бітного байта) до підсилювача вихідного буфера. Кожен біт цього слова має значення 1 або 0, залежно від того, був включений або виключений транзистор, був він у провідному стані або непровідному.
Перемикання стану польового транзистора управляється напругою на керуючому затворі транзистора. Наявність напруги на цьому затворі створює провідний канал в транзисторі, перемикаючи його в стан «включено». При якомусь значенні порогової напруги на керуючому затворі транзистора можливе керування накопиченим зарядом на плавному затворі, тобто програмування його стану.
Для запам'ятовування даних потрібно вибрати потрібну адресу і подати більш високу напругу на транзистори (англ. Floating Gate Avalanche Injection MOS, FAMOS). Це створює лавинний розряд електронів, які отримують достатньо енергії, щоб пройти через ізолюючий шар оксиду і акумулюватися на плавному електроді. Коли висока напруга знімається, електрони виявляються замкнутими на електроді. Через високу ізолюючу властивість оксиду кремнію навколо затвора, накопичений заряд не може витекти, і дані в ньому зберігаються протягом десятиліть.
На відміну від пам'яті EEPROM, процес програмування в EPROM не є електрично оборотним. Щоб стерти дані, що зберігаються в матриці транзисторів, на неї спрямовується ультрафіолетове світло. Фотони ультрафіолетового світла створюють іонізацію в оксиді кремнію, що дозволяє заряду, заховану в плавному затворі, розсіятися. Так як вся матриця пам'яті піддається обробці, то всі дані стираються одночасно. Процес займає кілька хвилин для УФ-ламп невеликих розмірів. Сонячне світло буде стирати чип протягом декількох тижнів, а кімнатна люмінесцентна лампа — протягом декількох років. Взагалі, для стирання чипи EPROM повинні бути вилучені з обладнання, так як практично неможливо вкласти в УФ-лампу будь-який блок і стерти дані тільки з частини чипів.

## Деталі
Оскільки виготовлення кварцового вікна коштує дорого, була розроблена пам'ять OTP (англ. one-time programmable) PROM («одноразова» програмована пам'ять, ОПМ). У ній матриця пам'яті монтується в непрозору оболонку, яка не може бути зруйнована після програмування. Це усуває необхідність тестування функції стирання, що також знижує витрати на виготовлення. ОПМ-версії виробляються як для пам'яті EPROM, так і для мікроконтролерів з вбудованою пам'яттю EPROM. Однак, OTP EPROM (будь то окремий чип або частина великого чипа) все частіше замінюють на EEPROM при невеликих обсягах випуску, коли вартість однієї комірки пам'яті не надто важлива, і на флеш-пам'ять при великих серіях випуску.
Запрограмована пам'ять EPROM зберігає свої дані на десять-двадцять років, і може бути прочитана необмежену кількість разів. Вікно стирання має бути закрите непрозорою плівкою для запобігання випадкового стирання сонячним світлом. Старі чипи BIOS комп'ютерів PC часто були зроблені на пам'яті EPROM, а вікна стирання були закриті етикеткою, яка містить назву виробника BIOS, версію BIOS і повідомлення про авторські права. Практика покриття чипа BIOS етикеткою часто зустрічається і досі, попри те, що теперішні чипи BIOS виготовляються за технологією EEPROM або як NOR флеш-пам'ять без будь-яких вікон стирання.
Стирання EPROM відбувається при довжині хвилі світла коротше 400 нм. Експозиція сонячним світлом протягом 1 тижня або освітлення кімнатної флуоресцентної лампою протягом 3 років може призвести до стирання. Рекомендованої процедурою стирання є вплив ультрафіолетовим світлом довжиною хвилі 253,7 нм від 20 до 30 хвилин лампою зі світловим потоком не менше 15 вт-сек/см2, розміщеної на відстані близько 2,5 сантиметрів.
EPROM мають обмежену, але велику кількість циклів стирання. Діоксид кремнію близько затвора накопичує поступові руйнування при кожному циклі, що робить чип крихким після декількох тисяч циклів стирання. Програмування EPROM виконується доволі повільно в порівнянні з іншими типами пам'яті, тому що ділянки з більш високою щільністю оксиду між шарами з'єднань і затвора отримують менше експозиції. Ультрафіолетове стирання стає менш практичним для дуже великих розмірів пам'яті. Навіть пил всередині корпусу може перешкоджати деяким коміркам пам'яті виконати стирання.

## Застосування
Програмовані через маску ПЗП при великих партіях випуску (тисячі штук і більше) мають досить низьку вартість виробництва. Однак, щоб їх зробити, потрібно кілька тижнів часу, так як потрібно виконати складні роботи для маски кожного шару інтегральної схеми. Спочатку передбачалося, що EPROM буде коштувати надто дорого для масового виробництва і використання, тому планувалося обмежитися випуском тільки дослідних зразків. Незабаром з'ясувалося, що невеликі обсяги виробництва EPROM економічно доцільні, особливо, коли потрібне швидке оновлення прошивки.
Деякі мікроконтролери ще до епохи EEPROM і флеш-пам'яті використовували вбудовану в чип пам'ять EPROM для зберігання своєї програми. До таких мікроконтролерів відносяться деякі версії Intel 8048, Freescale 68HC11 і версії "С" мікроконтролерів PIC. Подібно чипам EPROM, такі мікроконтролери перейшли на віконну (дорогу) версію, що було корисно для налагодження та розробки програм. Незабаром ці чипи стали робити за технологією PROM з непрозорим корпусом (що трохи знизило вартість його виробництва). Освітлення матриці пам'яті такого чипа світлом могло змінити його поведінку непередбачуваним чином, тоді виробництво переходило з виготовлення віконного варіанта на безвіконний.

## Зовнішні посилання
- [Архівовано 6 вересня 2018 у Wayback Machine.] — Даташіт M27C512